# Oubergpas
Oubergpas (pas Ouberg) és un pas de muntanya de la província sud-africana del Cap Occidental situat en un camí de terra al nord de Montagu en direcció al riu Touwsrivier. El pas arriba a una alçada de 990 m sobre el nivell del mar i un pendent màxim d'1:8.